# عادل عصمت
عادل عصمت هو كاتب مصري ولد في عام 1959. له مجموعة قصص قصيرة بعنوان «قصاصات» وتسع روايات منها «أيام النوافذ الزرقاء» والتي فازت بجائزة الدولة التشجيعية للرواية عام 2011 وحصلت روايته «حكايات يوسف تادرس» على جائزة نجيب محفوظ للأدب المقدمة من الجامعة الأمريكية بالقاهرة في عام 2016. ووصلت روايته «الوصايا» إلى القائمة القصيرة لجائزة البوكر العربية لعام 2019. 

## سيرته الذاتية
عادل عصمت، كاتب وروائي مصري ولد في محافظة الغربية في مصر عام 1959. درس في جامعة عين شمس وتخرج في كلية الآداب من قسم الفلسفة عام 1984. ثم حصل على ليسانس المكتبات من جامعة طنطا عام 1986. ويعمل حاليا خبير وأخصائي مكتبات في وزارة التربية والتعليم في مصر. وفي عام 1995، ألف عصمت أول رواية له وهي «هاجس موت» والتي نشرتها دار شرقيات. وخلال السنوات الماضية، ألف ما يزيد خمس روايات منها «حياة مستقرة»، و«الرجل العاري»، و«ناس وأماكن»، و«حالات الريم»، و«حكايات يوسف تادرس» التي فازت بجائزة الدولة التشجيعية في الرواية عام 2011 ونالت روايته «حكايات يوسف تادرس» على جائزة نجيب محفوظ للأدب المقدمة من الجامعة الأمريكية بالقاهرة في عام 2016. وحازت روايته «الوصايا» على جائزة ساويرس الثقافية في دورتها الخامسة عشرة لأفضل عمل روائي فرع «كبار الأدباء» وكما ترشحت ضمن القائمة القصيرة للجائزة العالمية للرواية العربية - البروكر عام 2019 ومؤخرا تُرجمت إلى اللغة الإنجليزية ؛ مما سلط الضوء أكثر على روايات وأعمال عصمت الأدبية وزيادة جماهيره القراء. وألّف عصمت مجموعة قصص قصيرة واحدة تحت عنوان «قصاصات» والتي نشرت في عام 2015.

## مؤلفاته

### روايات
- هاجس موت، 1995 دار شرقيات (ISBN:977-5406-19-6)
- الرجل العاري، 1998
- حياة مستقرة، 2004
- أيام النوافذ الزرقاء، 2009 (ISBN:9789772833243)
- ناس وأماكن، 2010 (ISBN:9789772833243)
- حكايات يوسف تادرس، 2015 (ISBN:9789776306455)
- حالات ريم، 2017 (ISBN:9789778030433)
- صوت الغراب، 2017 (ISBN:9789776306738)
- الوصايا، 2018 (ISBN: 9778030588)

### مجموعة قصصية
- قصصات، 2015

## الجوائز
- حصلت روايته «أيام النوافذ الزرقاء» على جائزة الدولة التشجيعية في الرواية عام 2011.
- حازت روايته «حكايات يوسف تادرس» على جائزة نجيب محفوظ للأدب في عام 2016.
- حازت روايته «الوصايا» على جائزة ساويرس الثقافية في دورتها الخامسة عشرة لأفضل عمل روائي فرع «كبار الأدباء»، كما ترشحت الرواية ضمن القائمة القصيرة للجائزة العالمية للرواية العربية (البوكر) عام 2019.